# Bộ Quy (龜)
Bộ Quy (龜), nghĩa là rùa, tên gọi của một trong hai bộ thủ duy nhất trong số 214 Bộ thủ Khang Hi được cấu tạo từ 16 nét. Trong Khang Hi tự điển, có 24 ký tự (trong tổng số 49.030) được tìm thấy dưới bộ thủ này.
Giản thể của bộ này là 龟. Tân tự thể trong kanji của bộ này là 亀.

## Chữ thuộc bộ Quy (龜)
| Số nét | Chữ   |
| ------ | ----- |
| 16 nét | 龜 龟 |
| 21 nét | 龝    |
| 28 nét | 龞    |
| 37 nét | 𪛖    |